# Veitongo Football Club
Maillots
Le Veitongo FC est un club de football tongien basé à Veitongo.

## Histoire
Le club est titré 8 fois championnat des Îles Tonga, ainsi qu'une victoire en Coupe des Tonga.
Le Veitongo FC a également participé à cinq campagnes en Ligue des champions de l'OFC mais n'a jamais dépassé le stade de la phase de poules.
Comportant plusieurs joueurs de l'équipe nationale des Tonga, comme Mahe Malafu, Kamaliele Papani ou Hemaloto Polovili l'équipe remporte en 2019 l'intégralité de ses matchs en championnat, soit les 21 matches de la saison.
En 2023, le club est à nouveau champion. Sur le plan individuel, l'attaquant Hemaloto Polovili devient le meilleur buteur du championnat et reçoit le prix de meilleur joueur de la saison tandis que Semisi Otukolo reçoit le prix du meilleur gardien de but de la saison.

## Palmarès
- Championnat des Tonga  (9)
  - Champion : 1972, 1978, 2015, 2016, 2017, 2019, 2021, 2022, 2023
- Coupe des Tonga  (1)
  - Vainqueur : 2020